# Moa Lundgren
Hedda Moa Emilia Lundgren, född 14 april 1998 i Umeå, är en svensk längdskidåkare. Hon tävlar för IFK Umeå. Lundgren fick sitt internationella genombrott när hon vann guld i längdskidcross i Världsungdoms-OS i Lillehammer 2016. Vid världsmästerskap för juniorer i Goms 2018 vann hon guld i sprint. Lundgren debuterade i världscupen i Falun 2018. Säsongen 2022–2023 vann hon Skandinaviska cupen.
Moa Lundgren tävlar emellanåt även i andra idrotter. Sålunda deltog hon vid SM i terränglöpning 2019 och vann en silvermedalj på 10 km. Lundgren vann bergsloppet Salomon 27K under Fjällmaratonveckan Årefjällen både 2018 och 2019.